# David di Donatello 1971
La cerimonia di premiazione della 16ª edizione dei David di Donatello si è svolta il 29 giugno 1971 al Teatro delle Terme di Caracalla di Roma.

## Vincitori
Miglior film
- Il conformista, regia di Bernardo Bertolucci (ex aequo)
- Il giardino dei Finzi-Contini, regia di Vittorio De Sica (ex aequo)
- Waterloo (Waterloo), regia di Sergej Bondarchuk (ex aequo)

Miglior regista
- Luchino Visconti - Morte a Venezia

Migliore attrice protagonista
- Florinda Bolkan - Anonimo veneziano (ex aequo)
- Monica Vitti - Ninì Tirabusciò, la donna che inventò la mossa (ex aequo)

Miglior attore protagonista
- Ugo Tognazzi - La Califfa

Miglior regista straniero
- Claude Lelouch - La canaglia (Le Voyou)

Miglior produttore straniero
- Anthony Havelock-Allan - La figlia di Ryan (Ryan's Daughter)

Migliore attrice straniera
- Ali MacGraw - Love Story (Love Story)

Miglior attore straniero
- Ryan O'Neal - Love Story (Love Story)

David speciale
- Enrico Maria Salerno, per il suo esordio da regista in Anonimo veneziano
- Nino Manfredi, per il suo esordio da regista in Per grazia ricevuta
- Lino Capolicchio, per la sua interpretazione in Il giardino dei Finzi-Contini
- Mimsy Farmer, per la sua interpretazione in Quando il sole scotta
- Rai Produzione, per la produzione de I clowns
- Mario Cecchi Gori, per l'insieme delle sue produzioni